# 魔法使いの娘

『魔法使いの娘』（まほうつかいのむすめ）は、『月刊ウィングス』→『ウィングス』（隔月刊化により改名）（新書館）2002年7月号より2009年12月号までシリーズ連載された、那州雪絵によるオカルトコメディ漫画。また2006年8月25日にはジェネオンエンタテインメントより、同名のドラマCDが発売された。
なお『ウィングス』2010年4月号より、続編『魔法使いの娘ニ非ズ』（まほうつかいのむすめにあらず）の毎号連載が開始され、2017年2月号で完結した。便宜上『〜ニ非ズ』の内容もこの項で扱うこととする。

## 概要
- 『〜娘』は不定期掲載という形をとっている為、第1作目以外には基本的にタイトルの後に通し番号がついている。物語としては、初音をめぐる無山の秘密や彼女自身の謎を描くパターンと、初音が出会った「霊」や「魔物」による奇妙な体験を描くパターンとに分けられる。
- 『〜ニ非ズ』は連載作品の為、「第○話」で表記される。
- 物語は短編連作の形が多いが、稀に前後編になったり前回掲載分の続きから始まったりする。
- 時間の経過があり、作中で初音が高校を卒業したり朋絵が成人後に飲酒をしたり、といった場面が見られる。

## あらすじ
主人公・鈴の木初音は、ごく普通の女子高生。養父である陰陽師・鈴の木無山は、初音に跡を継がせようと考えているが、初音にその気は全くない。
しかし彼女の「魔物が見える体質」が引き起こす出来事や、無山を恨む者の手による様々な事件、そして実の両親の死の真相に迫りたいという気持ちにより、初音の気持ちも少しずつ成長してゆく。

## 登場人物

### 無山とその周辺
鈴の木初音（すずのき はつね）演：桑島法子
本作品の主人公。「魔法使い」と呼ぶしかないような途方も無く人間離れした霊能力を持つ陰陽師・鈴の木無山の娘。シリーズ開始時（2002年）は16歳の女子高生だったが、高校を卒業してからは一時は家事に専念するようになり、後に父の跡を継いだというわけでなく独自のものであるが陰陽師となり、様々な依頼を請け負う身となる。
「ごくフツー」に生きることを望む少女だが、幽霊や妖怪の類を見聞きできてしまう体質であり、弱いものならば倒すこともできる。気が強く少々短気で、歯に衣着せず発言し、時に手が出ることもある。
強力な陰陽師であるが一般生活能力の皆無な養父・無山に代わって幼い頃から家事の一切を引き受ける。普段から守り刀を携帯している。
高校卒業当初、進学・就職等をしなかったのは無山の面倒を見るつもりだと本人は思い込んでいたが、実際には「そういった考え」に及ばないよう、無山に思考や行動を制限されていた。無山の暗示によって実の両親との記憶を消されていたが（記憶を消した理由は「引き取った直後の初音が両親のことで毎日泣いてばかりだったから」という非常に短絡的なものだった）、無畏によってその暗示を解かれる。しかしまだ両親の姓や死の原因等、完全には思い出しきっていない。無山にはその他にも思考への介入を度々行われており、初音は怒りを感じているものの、それらが悪意のないものだとわかっているため、憎みきることはできない。
当初は父の仕事には一切関わらないというスタンスだが、その決意とは裏腹に徐々に小八汰を自分の式神として使いこなしたり（気づかないうちに）無山の仕事の手伝いをさせられていたりと、段々陰陽師らしい行動をとるようになっていた。また、自分の身を守る為や両親の死の謎を求める為、積極的にも陰陽術を覚えていった。
実父・無定と無山との確執の真相を知る為に、無山の元を離れ笹木家に身を寄せた後、無山が無定を呪殺するに至る真相をすべて知り、無山を許せない（許してはいけない）と考えるに至るが、彼女と対決したうえで自分が死ぬことを望んで鈴の木流本山へ引き籠った無山を戦うことなく術を破り、罪の大きさを認めさせる為笹木家に幽閉させることで能力を無力化させ、人間としての更生を望んだうえで縁を切る。
家事が上手でそこそこ美人な為たまに彼女を想う人間も現れるが、「女ヂカラ」は皆無に等しい。
鈴の木無山（すずのき むざん）演：三木眞一郎
初音が4歳のときから彼女を引き取って育てている（とはいえ実際には初音が無山の面倒を見ている始末である）養父。シリーズ開始時で37歳。
「日本一の陰陽師」と呼ばれ、その実かなり危険な仕事（善悪を問わず依頼さえあれば、呪殺等も行っている）も請負っているが、初音には仕事のことはほとんど話さない。しかし、いつかは彼女を自分の後継者にと考えているらしい。
無畏によって「初音の実父・無定を殺した」らしいことが示唆される。更に、初音に知られないよう常に彼女を監視していたことも彼女自身に見抜かれるが、その真意やそもそも彼女を引き取った理由等は不明。
幼い頃から陰陽師の仕事をしていたせいか、常識では考えられないほどの世間知らずで短絡的な考えの持ち主。初音曰く「大人子供」。しかし無畏からは「人としての能力は0に等しいが魔人としては最強」と称され、顧客からは「博士（はかじょ、陰陽師のこと）のなかでは一番人間から遠い」とも言われている。本人は術を使うことを「遊び」と認識しており、手ごわい相手だとそれを破ることに熱中して相手の生死に頓着しなくなる。結果として見知った相手を死なせてしまったことも少なくはなく、初音の父・武を死なせてしまったことは数少ない後悔の種になっている。
元々小八汰を式神にしていたが、大きくなり過ぎて扱いづらくなったことと請け負った仕事の処理に便利だったという理由で地中に封印しかける。それ以来、小八汰に恨まれている。
初音に自分が無定を殺したことを知られて以来、上記のような短絡的な考えで引退宣言を遺したまま本山へ引き籠り、過去無定に仕掛けたように初音に勝負を仕掛けるが、あくまで術を破ることなく彼の許へやってきた初音によって制裁を受け、続編では笹木家で幽閉されており、「半吉」と呼ばれながら、典明についてボランティアをしながら修業中。
初音には「パパ」と呼ばれている。
篠崎兵吾（しのざき ひょうご）演：石川英郎
無山の一番弟子。いつも無山の仕事についているほか、運転手なども務める。かなりの女たらしでナンパ男だが、初音には手を出せないよう、無山から首の後ろに呪詛を入れられている（尤もこの呪詛は、それ以外にも色々なものを制限しているらしい）。金銭感覚ゼロの無山からは、かなり高額の給料を貰っている。
シリーズ初期には使えなかった術も徐々に使えるようになるなど、陰陽師としての成長もしているようである。また霊的なものに憑依されやすい体質であるらしく、無山からは依代としての未来を期待されていたらしい。しかし、無山の非情さへの疑問や、彼が初音を「どう見ているのか」疑問に感じだす描写もみられる。無定と無山の兄弟弟子による鈴の木流後継の確執の真相も知っているようだが、それを初音に明かすことも「首裏の呪詛」のせいで叶わなかった。
幼い頃から既に両親が亡く、また霊が見える体質だったらしく、少年院に入っていたところを無山が身元引受人になることで出所した経緯がある。それ故か、異様なまでに警察から身を隠す習性がある。
初音と無山が相次いで自宅から姿を消したことを機に鈴の木流から逃げることも考えたが、初音の為に思いとどまり彼女と一緒に本山へ向かう。無山の術中で「かつて初音を殺しかけた瞬間」に時間を戻されパニックに陥るが、その隙に亡き無定が彼に憑依し初音をサポートすることとなる。事件の解決後も初音を殺しかけたことを引きずり彼女と別れようとするが、彼女に懇願されふたりでコンビを組んで仕事をするようになる。
小八汰（こやた）演：下野紘
元々は無山が使役する式神。本来は巨大な鬼の姿をしているが、普段は少年の姿をとっている。
普段なかなか帰宅できない無山の代わりに初音のボディガード（魔物から身を守るだけでなく、敵対する陰陽師からの攻撃からも守るよう、無山から命令されていた）をするほか、無山の手に負えない魔物を喰う役割も果たす。
魔物を喰わせるうちに力が強大になり過ぎた為に一度は無山に裏切られ封印されかかったが、彼に情をかけた初音の力によりその事件後は初音がアヤカの携帯を介して使役することになった。無山を異様に恨んでいる。
初音の式神になってからは彼女を守るとともに、徐々に「初音の知らなかった無山の真相」を彼女に語るようになる。本人は、初音が無山の術で死に自分の意志で動けるようになった後無山を殺そうと考えていたらしいが、結局本山の外庭にて、無山の式によって初音と引き離され決着まで傍観することとなった。
テンテン
初音が使役する式神。初音はペットのつもりで接しているが、実は管狐。テンテン本人曰く、「決してペットではないんですよ……」とのこと。初音はテンテンの言葉を聞くことができないが、無山は聞くことができる。無山はテンテンに対し、初音を守ること、友だちとなること、何かあったら知らせることを命じている。

### 無畏とその周辺
鈴の木無畏（すずのき むい）演：星野貴紀
無山の弟弟子にあたる陰陽師。長いこと海外で暮らしていて、最近日本へ帰国してきた。
紫外線のアレルギーを持っている為、外出の際には黒づくめにつば広の帽子を被った姿になる。
一見無表情なように見えるが、この作品の登場人物のなかでは（初音とともに）一番の常識人。無定殺しの件で無山と諍いがあり、彼を許さないという姿勢を見せているが、初音に対しては無定への尊敬の念からか優しく対応する。彼女が様々なことを知っていきながらもまだ無山へついていくことに、疑問を呈しているが、最終的には彼女の言い分を理解し、サポートするようになる。
仕事で呪詛返しに遭い死にかけたところを、初音と兵吾によって助けられる。その後自分に断り無く本山へ向かった初音を笹木と追い、彼女の「無山の跡は継ぎたくない」という意思を確認したうえで、初音と兵吾を逃がす。
続編では鈴の木流の跡を継いだうえで、その立場から初音をサポートしている。また、笹木が24時間無山と一緒にいるには限界があると考え、その件で草壁に相談を寄せている。
繰名（あやな）
無畏を主人とする、ゴスロリ風の服装で身を固めた操り人形。精巧に作られ、自ら意志を持って言動することもあり、霊能力のない者にとっては、人間の美少女にしか見えない。
かつて無畏が請負った仕事で死んだ娘の魂を込めた人形だったが、魂が死んだ娘のものから変質してしまい（死んだ者の魂を扱うことは難しいうえ、人形本来が持っていた魂と混じりあってしまった可能性が考えられる）、実親が亡き娘として受け入れることが出来なくなってしまった。このため、無畏が自戒として自ら引きとり陰陽師として育てている。
異様に高飛車で何かと初音に食ってかかるが、憎めないキャラクター。
無畏を愛する余り、彼が呪詛返しに遭った際「依代（呪いを封じる為の器）」としてではなく、無畏の娘として共に死のうとしたが、草壁によって身体と魂を抜かれ無力化した。その際に身体のほうは壊れてしまったが、草壁によって新たに新しい身体を作成された（その間に一時、兵吾に憑依したりもした）。
草壁（くさかべ）
操名の身体を作った依代専門の人形師。一つの体に二つの意識が宿る双子。兄の「カイナ（右眼と脳の一部）」が人形師として働き、弟の「カズキ（その他の部分）」が営業をしている。無畏と操名の行方を探していたところで偶然無畏の呪詛返しの現場に出くわす。操名の魂を抜いて、兵吾が無畏を救うのに一役買った。その後「失敗作」をおとりに使って無山の攻撃を封じたり、操名の新しい身体を制作。笹木の特異体質には興味津々のようで、その能力をコピーした無山を監視する人形を制作している様子。

### 初音の実の両親
鈴の木無定（すずのき むじょう） / 武（たける）
初音の実の父であり、無山・無畏の兄弟子にあたる陰陽師。先代鈴の木流陰陽師の一番弟子。
元々高校卒業まで一般社会で暮らし、その後本山へ修行に入り先代が後継者として推すほどになったが、晴香が初音を妊娠した為鈴の木流を半ば破門同然で飛び出した経緯がある。但し、生活の為に本業と並行して隠れて陰陽師の仕事も請けていた。
上記のような理由で一番弟子が廃業した為、先代死去後になし崩し的に無山が後継者になり、そのことに加え彼と"力比べ"をしないまま逃げられてしまった事を恨んでいた無山によって、初音が4歳のとき、陰陽師の仕事中に妻・晴香とともに初音の目の前で死亡する。
「鈴の木無定」というのは陰陽師の流派の名前で、本名は武（たける）。しかし苗字は明らかにされていない（但し、鈴の木流の正当な継承者である無山とその養女の初音は、戸籍上も「鈴の木」となっている）。
初音と無山の最終決戦の際、ピンチの折に兵吾の身体を使って"降りて"来て途中まで初音をサポートするが、その際の言動から初音曰く「元ヤンだった」らしい。
初音には「お父さん」と呼ばれていた。
晴香（はるか）
無定の妻で、初音の実の母。無定（武）の依代としての才能を持っていて、夫が裏で陰陽師の仕事を請ける際はコンビを組んで仕事をしていた。
無定と同じく、初音が4歳のときに死亡。二人揃って、海沿いの墓地に墓がある。
初音には「お母さん」と呼ばれていた。行動力があって鈴ノ木流の道場まで武に会いに来た。その途中でジュニアに会い道場まで案内してもらった。

### その他の人物
茅野月子（かやの つきこ）演：鷹森淑乃
無山の元妻。無山には「月ちゃん」、初音には「月子ママ」と呼ばれている。
強力な霊感の持ち主で霊や魔物が普通に見えてしまう体質だが、異様に恐がりな性格なうえ、無山に負けず劣らず「後先を考えないダメ大人」な性格な上に常に魔物がいる家に耐えられなくなった為、初音が7歳のときに無山と離婚。その際、慰謝料代わりに一軒家（無山からは「絶対幽霊の出ない安全ハウス」と言われていたが、実際には月子に対して暗示をかけただけの普通の家だった）を贈られそこに住んでいる。
本人は気付いていないが、実は小さな霊は自分で追い払える力を持っている為、たまに無山に「始末に困った霊」を一時的に自宅に送られたりされている。
青石朋絵（あおいし ともえ）
初音の高校時代の同級生で、大学を卒業し、事務職として就職した。初音からは「朋絵ちゃん」（初音から「トモトモ」と呼ばれるのは嫌い）、同級生からは「トモトモ」、職場の同僚からは「トモちん」などと呼ばれている。
霊感があり、自分に自信が持てなかった高校生時代に霊に身体を乗っ取られかけたことがある（偶然波長のあった「はぐれ式神」に狙われたが、初音と兵吾によって助けられた）が、初音とケンカ友達になって以来、そういったことはないようである。
一時期兵吾に片思いし、初音に逆恨みをしていた時期もあったが、その後はふっきれて、良い友達となった。
常人離れした酒豪で、コンパでは必ず男子学生を潰すことで有名。職場の飲み会でも男子を潰した。男性の想いに鈍感過ぎるところは、初音とどっこいどっこい。
中原（なかはら）
美少女系とモデラー系のオタク青年。
特に霊感がある訳ではないが、何かと霊関係のトラブルに巻き込まれやすい。初音と小八汰の存在を知っているが、自ら彼女等には深く関わらないほうがいいと感じている。
三次元の女（いわゆる人間女性）が苦手。どうやらその筆頭は初音らしいが、彼女が気になる様子も見られる。
小市アヤカ（こいち あやか）
初音と同じ団地に住む中学生。
霊感が強いらしく、偶然見かけた小八汰に一目惚れし、初音に近づいたり小八汰の姿を携帯カメラに納めようとしたりする（その携帯に小八汰が封じ込められた為、初音が弁償として新しく買い直した携帯と交換することになった）。
蒼井雨月 / LUNe（あおいうげつ / リュネ）
ビスクドール作家。繰名が人形であることに気付き、その方法を無畏に求めた。取引の結果、命と引き換えに自らの作品に魂を移した「生き人形」となる。表向きは遺産を引き継いだ弟子として活動している。
笹木典明（ささき のりあき）
通称ジュニア、または二代目。見かけはどう見てもヤクザだが、実は神主。
先代鈴の木流陰陽師（親子だけあって顔はそっくり）の実子だが本人にその素質がなかったうえ、後述の体質が先代や弟子達（無山達）の仕事に支障が出るまでになったので、神主の家へ養子に出された。妻は、その神主の実娘である。結婚するまでは実際にヤクザの事務所に出入りしていた。
彼の周りでは敵味方関係無く術が使えなくなってしまう（魔物どころか、味方側の式神、更には「神社の神さま」であっても全く近づくことが出来なくなる）という特異体質の持ち主。また無山や無畏も、「心が丸裸にされるようだ」として異様に彼を苦手視している。
無山の過去の秘密を知り家出した初音を妻とともに保護したほか、彼女の依頼で無山を24時間監視する役を引き受けた。

## 単行本

### 魔法使いの娘
1. 2003年 9月25日 ISBN 4-403-61726-3 （「魔法使いの娘」1 - 4収録）
2. 2005年 1月10日 ISBN 4-403-61780-8 （「魔法使いの娘」5 - 8収録）
3. 2005年11月10日 ISBN 4-403-61810-3 （「魔法使いの娘」9 - 12収録）
4. 2006年 8月10日 ISBN 4-403-61839-1 （「魔法使いの娘」13 - 16収録）
5. 2007年 5月10日 ISBN 978-4-403-61866-6 （「魔法使いの娘」17 - 20収録）
6. 2008年 5月25日 ISBN 978-4-403-61900-7 （「魔法使いの娘」21 - 25収録）
7. 2009年 2月25日 ISBN 978-4-403-61925-0 （「魔法使いの娘」26 - 29収録）
8. 2010年 3月10日 ISBN 978-4-403-61959-5 （「魔法使いの娘」30 - 最終話(34)収録）

#### 雑誌掲載時との違い
- タイトルロゴが雑誌掲載時と単行本とでは異なっている。
- 巻末に描きおろしの「おまけマンガ」がつく（但し7・8巻には描き下ろしが無い）。
  1. 初音の一日（前編）
  2. 初音の一日（後編）
  3. 無畏と世間
  4. その後の青石さん
  5. 鈴の木家の食卓
  6. 呪われたワンピース
  7. （次巻予告）
  8. （『魔法使いの娘ニ非ズ』予告）

### 魔法使いの娘ニ非ズ
1. 2011年 3月10日発売 ISBN 978-4-403-61997-7 （「魔法使いの娘ニ非ズ」1～5話収録）
2. 2012年 1月10日発売 ISBN 978-4-403-62130-7 （「魔法使いの娘ニ非ズ」6～9話収録）
3. 2013年 2月23日発売 ISBN 978-4-403-62158-1 （「魔法使いの娘ニ非ズ」10～13話収録）
4. 2013年12月25日発売 ISBN 978-4-403-62171-0 （「魔法使いの娘ニ非ズ」14～17話収録）
5. 2015年 4月25日発売 ISBN 978-4-403-62192-5 （「魔法使いの娘ニ非ズ」18～21話収録）
6. 2016年 3月25日発売 ISBN 978-4-403-62213-7 （「魔法使いの娘ニ非ズ」22～26話収録）
7. 2017年 4月25日発売 ISBN 978-4-403-62239-7 （「魔法使いの娘ニ非ズ」27～最終話（31話）、付録小冊子「魔法使いの娘の本」収録の「いろいろの話。」収録）

## ドラマCD
2006年8月25日に、ジェネオンエンタテインメントより発売。内容はほぼ、『魔法使いの娘』の1 - 3巻前半までを抜粋し踏襲しているが、一部オリジナルの設定も見受けられる。
1. プロローグ
2. エピソード1「二人の鬼!?」
3. エピソード2「月子ママの家」
4. エピソード3「パパのライバル」
5. 後日談
6. フリートーク